# Izparevanje
Izparévanje (ali evaporácija) je fazni prehod, pri katerem snov preide iz kapljevinskega (tekoče stanje) v plinasto agregatno stanje. Izparevanje poteka pri temperaturi vrelišča ki je odvisna od tlaka. Ob visoki temperaturi 
izparevanju je kapljevini treba dovesti izparilno toploto. Obratni fazni prehod je kondenzacija. Pri sublimaciji plin preide neposredno v trdno agregatno stanje.
Prehod kapljevine v plin pri temperaturah, nižjih od vrelišča, imenujemo izhlapevanje.